# Ilyanthus neglectus
Ilyanthus neglectus is een zeeanemonensoort uit de familie Haloclavidae. De anemoon komt uit het geslacht Ilyanthus. Ilyanthus neglectus werd in 1855 voor het eerst wetenschappelijk beschreven door Leidy. 